# Eteona nigra
Eteona nigra är en fjärilsart som beskrevs av D'almeida 1937. Eteona nigra ingår i släktet Eteona och familjen praktfjärilar. Inga underarter finns listade i Catalogue of Life.